# 北辛達語方言
北辛達林方言是《魔戒》作者托爾金發明的人工語言之一。在托爾金的構想中，北辛達林方言為精靈語辛達林一種已絕跡的方言。

## 歷史
托爾金在其著作《精靈寶鑽》一書中曾提到，貝爾蘭的灰精靈被區隔成許多族群，而他們所使用的語言也產生了分化，而北辛達林方言便是最北邊的灰精靈「米斯林」所操的辛達林方言，在許多方面都有別於貝爾蘭其他地區的辛達林方言。北辛達林方言保留了許多在其他辛達林方言已不復見的古老特徵，但也同時進行許多變化，例如軟化這項語言學特徵在北辛達林方言裡，就遠比其他辛達林方言要來得少。
之後回到中土大陸的流亡諾多精靈以及他們的人類同盟都採納了北辛達林方言，而此時也是這種方言經歷許多變化的時候。部分原因是因為原本以昆雅為母語的諾多精靈將昆雅的特徵融入了北辛達林方言，而他們出自於對語言學變化的喜愛，也是影響此種方言變化的一部份原因。
之後於第一紀元之末，貝爾蘭的倖存者一般都採納了辛達林較南方的方言，但一些無法轉譯為標準辛達林的專有名詞仍然被保留下來，並流通到第三紀元，表現了北辛達林方言的影響。
目前一些像 David Salo 的托爾金語言學者都假設北辛達林方言吸收了托爾金早期發明的另一種精靈語「依爾克林語」的許多特徵：托爾金在修改原為諾多精靈使用的「諾多林語」變成灰精靈所使用的「辛達林語」之後，也自然地將依爾克林語這個設定刪掉，但許多托爾金語言學者都認為北辛達林方言仍然保留托爾金原先對於依爾克林語的設定。

## 方言比較
波蘭學者Ryszard Derdzinski曾在他的網站上整理編纂了一份「標準」辛達林（也就是辛達林法拉斯瑞姆方言）與北辛達林方言的比較文章，另外德國學者Florian Dombach 也以北辛達林方言寫了一篇短文，可供學習者端倪些许北辛達林方言的樣式。
1. ↑  Ryszard Derdzinski. .   [2019-09-12]. （原始内容存档于2004-10-01）.
2. ↑  Florian Dombach.  (PDF).   [2005-09-24]. （原始内容存档 (PDF)于2005-05-12）.
3. ↑  Florian Dombach. .   [2019-09-12]. （原始内容存档于2019-10-22）.
4. ↑  Florian 'Lothenon' Dombach. .   [2005-09-24]. （原始内容存档于2005-04-04）.